# ISUグランプリファイナル
ISUグランプリファイナル（アイエスユー・グランプリファイナル、英: Grand Prix of Figure Skating Final）は、国際スケート連盟（英: International Skating Union、略: ISU）が承認するフィギュアスケートの競技会で、ISUグランプリシリーズの各6大会の成績上位選手が出場する決勝大会である。前身はISUチャンピオンシリーズファイナル。

## 概要

### 歴史
1995-1996シーズンの「ISUチャンピオンシリーズ」創設時に、一連の競技会の上位者による大会として「ISUチャンピオンシリーズファイナル」が創設された。第1回目は1996年2月23日から25日にかけフランスのパリで開催された。1998-1999シーズンから「ISUチャンピオンシリーズ」がISUグランプリシリーズと改称すると、同時に「ISUチャンピオンシリーズファイナル」もISUグランプリファイナルと改称した。
開催時期は当初一定していなかった。例えば、オリンピックシーズン（1997-1998シーズン、2001-2002シーズン）には12月に開催され、オリンピックシーズン以外（1995-1996シーズン、1996-1997シーズン、1998-1999シーズン、1999-2000シーズン、2000-2001シーズン、2002-2003シーズン）は1月や2月に行われていた。しかし、2003-2004シーズン以降は12月中旬に行われるようになった。なお、従来開催地はグランプリシリーズ開催6ヶ国の持ち回りであったが、2007-2008シーズンには初めてグランプリシリーズ開催国以外で開催されることになった。2008-2009シーズンからはISUジュニアグランプリファイナルとの同時開催となった。
2020-2021シーズンは中国の北京で開催予定だったが、新型コロナウイルス感染拡大の影響により中止となった。
2021-2022シーズンは新型コロナウイルスのオミクロン株の感染拡大による入国規制を受け、大阪府門真市（東和薬品 RACTAB ドーム）での開催予定のISUグランプリファイナルは中止された。

### 競技形式等
1999-2000シーズン、2000-2001シーズン、2001-2002シーズン、2002-2003シーズンの4シーズンを除き、オリンピックや世界選手権と同じ競技形式である。1999-2000シーズンと2000-2001シーズンの大会では、男女シングルおよびペアはショートプログラムとフリースケーティング、アイスダンスはオリジナルダンスとフリーダンスを行い暫定順位を決定し、暫定1位と暫定2位、暫定3位と暫定4位、暫定5位と暫定6位が再度フリースケーティングおよびフリーダンスを行って順位を決定する直接対決方式が採用された。2001-2002シーズンと2002-2003シーズンの大会では、ショートプログラムおよびオリジナルダンスのあとにフリースケーティングまたはフリーダンスを2度行う形式であった。またこの大会からアイスダンスにおいてコンパルソリーダンスが省略され、オリジナルダンスとフリーダンスで順位を決定するようになった。

### 大会の位置づけ
ISUランキングの算出のために各大会の入賞者に与えられるポイントは、高い順にオリンピックと世界選手権（同率）、欧州選手権と四大陸選手権（同率）、それからISUグランプリファイナルであり、当大会は3番目にポイントの高い大会の位置づけである。
世界フィギュアスケート選手権やオリンピックは国際スケート連盟が国（地域）に対し出場枠を与えるものであり、選手は国（地域）を代表する。オリンピックや世界選手権は、有力選手の多寡に関わらず1か国（地域）から3名までの出場しか認めていない。これに対し、ISUグランプリシリーズは国際スケート連盟が選手個人に対して出場権を与えるため、決勝大会であるグランプリファイナル出場選手が1か国の選手のみであることもありうる。

## 歴代メダリスト

### 男子シングル
| 年        | 開催地               | 金                       | 銀                       | 銅                       |
| --------- | -------------------- | ------------------------ | ------------------------ | ------------------------ |
| 1995/1996 | パリ                 | アレクセイ・ウルマノフ   | エルビス・ストイコ       | エリック・ミロー         |
| 1996/1997 | ハミルトン           | エルビス・ストイコ       | トッド・エルドリッジ     | アレクセイ・ウルマノフ   |
| 1997/1998 | ミュンヘン           | イリヤ・クーリック       | エルビス・ストイコ       | トッド・エルドリッジ     |
| 1998/1999 | サンクトペテルブルク | アレクセイ・ヤグディン   | アレクセイ・ウルマノフ   | エフゲニー・プルシェンコ |
| 1999/2000 | リヨン               | エフゲニー・プルシェンコ | エルビス・ストイコ       | ティモシー・ゲーブル     |
| 2000/2001 | 東京                 | エフゲニー・プルシェンコ | アレクセイ・ヤグディン   | マシュー・サボイ         |
| 2001/2002 | キッチナー           | アレクセイ・ヤグディン   | エフゲニー・プルシェンコ | ティモシー・ゲーブル     |
| 2002/2003 | サンクトペテルブルク | エフゲニー・プルシェンコ | イリヤ・クリムキン       | ブライアン・ジュベール   |
| 2003/2004 | コロラドスプリングス | エマニュエル・サンデュ   | エフゲニー・プルシェンコ | マイケル・ワイス         |
| 2004/2005 | 北京                 | エフゲニー・プルシェンコ | ジェフリー・バトル       | 李成江                   |
| 2005/2006 | 東京                 | ステファン・ランビエール | ジェフリー・バトル       | 髙橋大輔                 |
| 2006/2007 | サンクトペテルブルク | ブライアン・ジュベール   | 髙橋大輔                 | 織田信成                 |
| 2007/2008 | トリノ               | ステファン・ランビエール | 髙橋大輔                 | エヴァン・ライサチェク   |
| 2008/2009 | 高陽                 | ジェレミー・アボット     | 小塚崇彦                 | ジョニー・ウィアー       |
| 2009/2010 | 東京                 | エヴァン・ライサチェク   | 織田信成                 | ジョニー・ウィアー       |
| 2010/2011 | 北京                 | パトリック・チャン       | 織田信成                 | 小塚崇彦                 |
| 2011/2012 | ケベック・シティー   | パトリック・チャン       | 髙橋大輔                 | ハビエル・フェルナンデス |
| 2012/2013 | ソチ                 | 髙橋大輔                 | 羽生結弦                 | パトリック・チャン       |
| 2013/2014 | 福岡                 | 羽生結弦                 | パトリック・チャン       | 織田信成                 |
| 2014/2015 | バルセロナ           | 羽生結弦                 | ハビエル・フェルナンデス | セルゲイ・ヴォロノフ     |
| 2015/2016 | バルセロナ           | 羽生結弦                 | ハビエル・フェルナンデス | 宇野昌磨                 |
| 2016/2017 | マルセイユ           | 羽生結弦                 | ネイサン・チェン         | 宇野昌磨                 |
| 2017/2018 | 名古屋               | ネイサン・チェン         | 宇野昌磨                 | ミハイル・コリヤダ       |
| 2018/2019 | バンクーバー         | ネイサン・チェン         | 宇野昌磨                 | チャ・ジュンファン       |
| 2019/2020 | トリノ               | ネイサン・チェン         | 羽生結弦                 | ケヴィン・エイモズ       |
| 2020/2021 | 北京                 | 非開催                   | 非開催                   | 非開催                   |
| 2021/2022 | 門真                 | 非開催                   | 非開催                   | 非開催                   |
| 2022/2023 | トリノ               | 宇野昌磨                 | 山本草太                 | イリア・マリニン         |
| 2023/2024 | 北京                 | イリア・マリニン         | 宇野昌磨                 | 鍵山優真                 |
| 2024/2025 | グルノーブル         | イリア・マリニン         | 鍵山優真                 | 佐藤駿                   |
| 2025/2026 | 名古屋               |                          |                          |                          |

### 女子シングル
| 年        | 開催地               | 金                             | 銀                       | 銅                             |
| --------- | -------------------- | ------------------------------ | ------------------------ | ------------------------------ |
| 1995/1996 | パリ                 | ミシェル・クワン               | イリーナ・スルツカヤ     | ジョゼ・シュイナール           |
| 1996/1997 | ハミルトン           | タラ・リピンスキー             | ミシェル・クワン         | イリーナ・スルツカヤ           |
| 1997/1998 | ミュンヘン           | タラ・リピンスキー             | ターニャ・シェフチェンコ | マリア・ブッテルスカヤ         |
| 1998/1999 | サンクトペテルブルク | タチアナ・マリニナ             | マリア・ブッテルスカヤ   | イリーナ・スルツカヤ           |
| 1999/2000 | リヨン               | イリーナ・スルツカヤ           | ミシェル・クワン         | マリア・ブッテルスカヤ         |
| 2000/2001 | 東京                 | イリーナ・スルツカヤ           | ミシェル・クワン         | サラ・ヒューズ                 |
| 2001/2002 | キッチナー           | イリーナ・スルツカヤ           | ミシェル・クワン         | サラ・ヒューズ                 |
| 2002/2003 | サンクトペテルブルク | サーシャ・コーエン             | イリーナ・スルツカヤ     | ビクトリア・ボルチコワ         |
| 2003/2004 | コロラドスプリングス | 村主章枝                       | サーシャ・コーエン       | 荒川静香                       |
| 2004/2005 | 北京                 | イリーナ・スルツカヤ           | 荒川静香                 | ジョアニー・ロシェット         |
| 2005/2006 | 東京                 | 浅田真央                       | イリーナ・スルツカヤ     | 中野友加里                     |
| 2006/2007 | サンクトペテルブルク | 金妍兒                         | 浅田真央                 | サラ・マイアー                 |
| 2007/2008 | トリノ               | 金妍兒                         | 浅田真央                 | カロリーナ・コストナー         |
| 2008/2009 | 高陽                 | 浅田真央                       | 金妍兒                   | カロリーナ・コストナー         |
| 2009/2010 | 東京                 | 金妍兒                         | 安藤美姫                 | 鈴木明子                       |
| 2010/2011 | 北京                 | アリッサ・シズニー             | カロリーナ・コストナー   | 村上佳菜子                     |
| 2011/2012 | ケベック・シティー   | カロリーナ・コストナー         | 鈴木明子                 | アリョーナ・レオノワ           |
| 2012/2013 | ソチ                 | 浅田真央                       | アシュリー・ワグナー     | 鈴木明子                       |
| 2013/2014 | 福岡                 | 浅田真央                       | ユリア・リプニツカヤ     | アシュリー・ワグナー           |
| 2014/2015 | バルセロナ           | エリザベータ・トゥクタミシェワ | エレーナ・ラジオノワ     | アシュリー・ワグナー           |
| 2015/2016 | バルセロナ           | エフゲニア・メドベージェワ     | 宮原知子                 | エレーナ・ラジオノワ           |
| 2016/2017 | マルセイユ           | エフゲニア・メドベージェワ     | 宮原知子                 | アンナ・ポゴリラヤ             |
| 2017/2018 | 名古屋               | アリーナ・ザギトワ             | マリア・ソツコワ         | ケイトリン・オズモンド         |
| 2018/2019 | バンクーバー         | 紀平梨花                       | アリーナ・ザギトワ       | エリザベータ・トゥクタミシェワ |
| 2019/2020 | トリノ               | アリョーナ・コストルナヤ       | アンナ・シェルバコワ     | アレクサンドラ・トゥルソワ     |
| 2020/2021 | 北京                 | 非開催                         | 非開催                   | 非開催                         |
| 2021/2022 | 門真                 | 非開催                         | 非開催                   | 非開催                         |
| 2022/2023 | トリノ               | 三原舞依                       | イザボー・レヴィト       | ルナ・ヘンドリックス           |
| 2023/2024 | 北京                 | 坂本花織                       | ルナ・ヘンドリックス     | 吉田陽菜                       |
| 2024/2025 | グルノーブル         | アンバー・グレン               | 千葉百音                 | 坂本花織                       |
| 2025/2026 | 名古屋               |                                |                          |                                |

### ペア
| 年        | 開催地               | 金                                                      | 銀                                                | 銅                                                    |
| --------- | -------------------- | ------------------------------------------------------- | ------------------------------------------------- | ----------------------------------------------------- |
| 1995/1996 | パリ                 | エフゲーニヤ・シシコワ and ヴァディム・ナウモフ         | マリナ・エルツォワ and アンドレイ・ブシュコフ     | マンディ・ベッツェル and インゴ・シュトイアー         |
| 1996/1997 | ハミルトン           | マンディ・ベッツェル and インゴ・シュトイアー           | オクサナ・カザコワ and アルトゥール・ドミトリエフ | マリナ・エルツォワ and アンドレイ・ブシュコフ         |
| 1997/1998 | ミュンヘン           | エレーナ・ベレズナヤ and アントン・シハルリドゼ         | マンディ・ベッツェル and インゴ・シュトイアー     | オクサナ・カザコワ and アルトゥール・ドミトリエフ     |
| 1998/1999 | サンクトペテルブルク | 申雪 and 趙宏博                                         | エレーナ・ベレズナヤ and アントン・シハルリドゼ   | マリア・ペトロワ and アレクセイ・ティホノフ           |
| 1999/2000 | リヨン               | 申雪 and 趙宏博                                         | サラ・アビトボル and ステファン・ベルナディス     | エレーナ・ベレズナヤ and アントン・シハルリドゼ       |
| 2000/2001 | 東京                 | ジェイミー・サレー and デヴィッド・ペルティエ           | エレーナ・ベレズナヤ and アントン・シハルリドゼ   | 申雪 and 趙宏博                                       |
| 2001/2002 | キッチナー           | ジェイミー・サレー and デヴィッド・ペルティエ           | エレーナ・ベレズナヤ and アントン・シハルリドゼ   | 申雪 and 趙宏博                                       |
| 2002/2003 | サンクトペテルブルク | タチアナ・トトミアニナ and マキシム・マリニン           | 申雪 and 趙宏博                                   | マリア・ペトロワ and アレクセイ・ティホノフ           |
| 2003/2004 | コロラドスプリングス | 申雪 and 趙宏博                                         | タチアナ・トトミアニナ and マキシム・マリニン     | マリア・ペトロワ and アレクセイ・ティホノフ           |
| 2004/2005 | 北京                 | 申雪 and 趙宏博                                         | マリア・ペトロワ and アレクセイ・ティホノフ       | 龐清 and 佟健                                         |
| 2005/2006 | 東京                 | タチアナ・トトミアニナ and マキシム・マリニン           | 張丹 and 張昊                                     | アリオナ・サフチェンコ and ロビン・ゾルコーヴィ       |
| 2006/2007 | サンクトペテルブルク | 申雪 and 趙宏博                                         | アリオナ・サフチェンコ and ロビン・ゾルコーヴィ   | 張丹 and 張昊                                         |
| 2007/2008 | トリノ               | アリオナ・サフチェンコ and ロビン・ゾルコーヴィ         | 張丹 and 張昊                                     | 龐清 and 佟健                                         |
| 2008/2009 | 高陽                 | 龐清 and 佟健                                           | 張丹 and 張昊                                     | アリオナ・サフチェンコ and ロビン・ゾルコーヴィ       |
| 2009/2010 | 東京                 | 申雪 and 趙宏博                                         | 龐清 and 佟健                                     | アリオナ・サフチェンコ and ロビン・ゾルコーヴィ       |
| 2010/2011 | 北京                 | アリオナ・サフチェンコ and ロビン・ゾルコーヴィ         | 龐清 and 佟健                                     | 隋文静 and 韓聰                                       |
| 2011/2012 | ケベック・シティー   | アリオナ・サフチェンコ and ロビン・ゾルコーヴィ         | タチアナ・ボロソジャル and マキシム・トランコフ   | 川口悠子 and アレクサンドル・スミルノフ               |
| 2012/2013 | ソチ                 | タチアナ・ボロソジャル and マキシム・トランコフ         | ベラ・バザロワ and ユーリ・ラリオノフ             | 龐清 and 佟健                                         |
| 2013/2014 | 福岡                 | アリオナ・サフチェンコ and ロビン・ゾルコーヴィ         | タチアナ・ボロソジャル and マキシム・トランコフ   | 龐清 and 佟健                                         |
| 2014/2015 | バルセロナ           | メーガン・デュハメル and エリック・ラドフォード         | クセニヤ・ストルボワ and ヒョードル・クリモフ     | 隋文静 and 韓聰                                       |
| 2015/2016 | バルセロナ           | クセニヤ・ストルボワ and ヒョードル・クリモフ           | メーガン・デュハメル and エリック・ラドフォード   | 川口悠子 and アレクサンドル・スミルノフ               |
| 2016/2017 | マルセイユ           | エフゲーニヤ・タラソワ and ウラジミール・モロゾフ       | 于小雨 and 張昊                                   | メーガン・デュハメル and エリック・ラドフォード       |
| 2017/2018 | 名古屋               | アリオナ・サフチェンコ and ブリュノ・マッソ             | 隋文静 and 韓聰                                   | メーガン・デュハメル and エリック・ラドフォード       |
| 2018/2019 | バンクーバー         | ヴァネッサ・ジェームス and モルガン・シプレ             | 彭程 and 金楊                                     | エフゲーニヤ・タラソワ and ウラジミール・モロゾフ     |
| 2019/2020 | トリノ               | 隋文静 and 韓聰                                         | 彭程 and 金楊                                     | アナスタシヤ・ミーシナ and アレクサンドル・ガリャモフ |
| 2020/2021 | 北京                 | 非開催                                                  | 非開催                                            | 非開催                                                |
| 2021/2022 | 門真                 | 非開催                                                  | 非開催                                            | 非開催                                                |
| 2022/2023 | トリノ               | 三浦璃来 and 木原龍一                                   | アレクサ・クニエリム and ブランドン・フレイジャー | サラ・コンティ and ニッコロ・マチー                   |
| 2023/2024 | 北京                 | ミネルヴァ・ファビアン・ハーゼ and ニキータ・ボロディン | サラ・コンティ and ニッコロ・マチー               | ディアナ・ステラート and マキシム・デシャン           |
| 2024/2025 | グルノーブル         | ミネルヴァ・ファビアン・ハーゼ and ニキータ・ボロディン | 三浦璃来 and 木原龍一                             | アナスタシア・メテルキナ and ルカ・ベルラワ           |
| 2025/2026 | 名古屋               |                                                         |                                                   |                                                       |

### アイスダンス
| 年        | 開催地               | 金                                                    | 銀                                                    | 銅                                                    |
| --------- | -------------------- | ----------------------------------------------------- | ----------------------------------------------------- | ----------------------------------------------------- |
| 1995/1996 | パリ                 | オクサナ・グリシュク and エフゲニー・プラトフ         | アンジェリカ・クリロワ and オレグ・オフシアンニコフ   | マリナ・アニシナ and グウェンダル・ペーゼラ           |
| 1996/1997 | ハミルトン           | シェイ＝リーン・ボーン and ヴィクター・クラーツ       | アンジェリカ・クリロワ and オレグ・オフシアンニコフ   | マリナ・アニシナ and グウェンダル・ペーゼラ           |
| 1997/1998 | ミュンヘン           | パーシャ・グリシュク and エフゲニー・プラトフ         | シェイ＝リーン・ボーン and ヴィクター・クラーツ       | マリナ・アニシナ and グウェンダル・ペーゼラ           |
| 1998/1999 | サンクトペテルブルク | アンジェリカ・クリロワ and オレグ・オフシアンニコフ   | マリナ・アニシナ and グウェンダル・ペーゼラ           | イリーナ・ロバチェワ and イリヤ・アベルブフ           |
| 1999/2000 | リヨン               | マリナ・アニシナ and グウェンダル・ペーゼラ           | バーバラ・フーザル＝ポリ and マウリツィオ・マルガリオ | マルガリータ・ドロビアツコ and ポヴィラス・ヴァナガス |
| 2000/2001 | 東京                 | バーバラ・フーザル＝ポリ and マウリツィオ・マルガリオ | イリーナ・ロバチェワ and イリヤ・アベルブフ           | マルガリータ・ドロビアツコ and ポヴィラス・ヴァナガス |
| 2001/2002 | キッチナー           | シェイ＝リーン・ボーン and ヴィクター・クラーツ       | マリナ・アニシナ and グウェンダル・ペーゼラ           | マルガリータ・ドロビアツコ and ポヴィラス・ヴァナガス |
| 2002/2003 | サンクトペテルブルク | イリーナ・ロバチェワ and イリヤ・アベルブフ           | タチアナ・ナフカ and ロマン・コストマロフ             | アルベナ・デンコヴァ and マキシム・スタビスキー       |
| 2003/2004 | コロラドスプリングス | タチアナ・ナフカ and ロマン・コストマロフ             | アルベナ・デンコヴァ and マキシム・スタビスキー       | タニス・ベルビン and ベンジャミン・アゴスト           |
| 2004/2005 | 北京                 | タチアナ・ナフカ and ロマン・コストマロフ             | タニス・ベルビン and ベンジャミン・アゴスト           | アルベナ・デンコヴァ and マキシム・スタビスキー       |
| 2005/2006 | 東京                 | タチアナ・ナフカ and ロマン・コストマロフ             | エレーナ・グルシナ and ルスラン・ゴンチャロフ         | マリー＝フランス・デュブレイユ and パトリス・ローゾン |
| 2006/2007 | サンクトペテルブルク | アルベナ・デンコヴァ and マキシム・スタビスキー       | マリー＝フランス・デュブレイユ and パトリス・ローゾン | オクサナ・ドムニナ and マキシム・シャバリン           |
| 2007/2008 | トリノ               | オクサナ・ドムニナ and マキシム・シャバリン           | タニス・ベルビン and ベンジャミン・アゴスト           | イザベル・ドロベル and オリヴィエ・シェーンフェルダー |
| 2008/2009 | 高陽                 | イザベル・ドロベル and オリヴィエ・シェーンフェルダー | オクサナ・ドムニナ and マキシム・シャバリン           | メリル・デイヴィス and チャーリー・ホワイト           |
| 2009/2010 | 東京                 | メリル・デイヴィス and チャーリー・ホワイト           | テッサ・ヴァーチュ and スコット・モイア               | ナタリー・ペシャラ and ファビアン・ブルザ             |
| 2010/2011 | 北京                 | メリル・デイヴィス and チャーリー・ホワイト           | ナタリー・ペシャラ and ファビアン・ブルザ             | ヴァネッサ・クローン and ポール・ポワリエ             |
| 2011/2012 | ケベック・シティー   | メリル・デイヴィス and チャーリー・ホワイト           | テッサ・ヴァーチュ and スコット・モイア               | ナタリー・ペシャラ and ファビアン・ブルザ             |
| 2012/2013 | ソチ                 | メリル・デイヴィス and チャーリー・ホワイト           | テッサ・ヴァーチュ and スコット・モイア               | ナタリー・ペシャラ and ファビアン・ブルザ             |
| 2013/2014 | 福岡                 | メリル・デイヴィス and チャーリー・ホワイト           | テッサ・ヴァーチュ and スコット・モイア               | ナタリー・ペシャラ and ファビアン・ブルザ             |
| 2014/2015 | バルセロナ           | ケイトリン・ウィーバー and アンドリュー・ポジェ       | マディソン・チョック and エヴァン・ベイツ             | ガブリエラ・パパダキス and ギヨーム・シゼロン         |
| 2015/2016 | バルセロナ           | ケイトリン・ウィーバー and アンドリュー・ポジェ       | マディソン・チョック and エヴァン・ベイツ             | アンナ・カッペリーニ and ルカ・ラノッテ               |
| 2016/2017 | マルセイユ           | テッサ・ヴァーチュ and スコット・モイア               | ガブリエラ・パパダキス and ギヨーム・シゼロン         | マイア・シブタニ and アレックス・シブタニ             |
| 2017/2018 | 名古屋               | ガブリエラ・パパダキス and ギヨーム・シゼロン         | テッサ・ヴァーチュ and スコット・モイア               | マイア・シブタニ and アレックス・シブタニ             |
| 2018/2019 | バンクーバー         | マディソン・ハベル and ザカリー・ダナヒュー           | ヴィクトリヤ・シニツィナ and ニキータ・カツァラポフ   | シャルレーヌ・ギニャール and マルコ・ファッブリ       |
| 2019/2020 | トリノ               | ガブリエラ・パパダキス and ギヨーム・シゼロン         | マディソン・チョック and エヴァン・ベイツ             | マディソン・ハベル and ザカリー・ダナヒュー           |
| 2020/2021 | 北京                 | 非開催                                                | 非開催                                                | 非開催                                                |
| 2021/2022 | 門真                 | 非開催                                                | 非開催                                                | 非開催                                                |
| 2022/2023 | トリノ               | パイパー・ギレス and ポール・ポワリエ                 | マディソン・チョック and エヴァン・ベイツ             | シャルレーヌ・ギニャール and マルコ・ファッブリ       |
| 2023/2024 | 北京                 | マディソン・チョック and エヴァン・ベイツ             | シャルレーヌ・ギニャール and マルコ・ファッブリ       | パイパー・ギレス and ポール・ポワリエ                 |
| 2024/2025 | グルノーブル         | マディソン・チョック and エヴァン・ベイツ             | シャルレーヌ・ギニャール and マルコ・ファッブリ       | ライラ・フィアー and ルイス・ギブソン                 |
| 2025/2026 | 名古屋               |                                                       |                                                       |                                                       |

## 各国メダル数

### 男子シングル
| 順 | 国・地域       | 金 | 銀 | 銅 | 計 |
| -- | -------------- | -- | -- | -- | -- |
| 1  | ロシア         | 8  | 5  | 4  | 17 |
| 2  | アメリカ合衆国 | 7  | 2  | 9  | 18 |
| 3  | 日本           | 6  | 13 | 8  | 27 |
| 4  | カナダ         | 4  | 6  | 1  | 11 |
| 5  | スイス         | 2  | 0  | 0  | 2  |
| 6  | フランス       | 1  | 0  | 3  | 4  |
| 7  | スペイン       | 0  | 2  | 1  | 3  |
| 8  | 中国           | 0  | 0  | 1  | 1  |
| 8  | 韓国           | 0  | 0  | 1  | 1  |

### 女子シングル
| 順 | 国・地域       | 金 | 銀 | 銅 | 計 |
| -- | -------------- | -- | -- | -- | -- |
| 1  | ロシア         | 9  | 9  | 10 | 28 |
| 2  | 日本           | 8  | 8  | 7  | 23 |
| 3  | アメリカ合衆国 | 6  | 7  | 4  | 17 |
| 4  | 韓国           | 3  | 1  | 0  | 4  |
| 5  | イタリア       | 1  | 1  | 2  | 4  |
| 6  | ウズベキスタン | 1  | 0  | 0  | 1  |
| 7  | ベルギー       | 0  | 1  | 1  | 2  |
| 8  | ドイツ         | 0  | 1  | 0  | 1  |
| 9  | カナダ         | 0  | 0  | 3  | 3  |
| 10 | スイス         | 0  | 0  | 1  | 1  |

### ペア
| 順 | 国・地域       | 金 | 銀 | 銅 | 計 |
| -- | -------------- | -- | -- | -- | -- |
| 1  | 中国           | 8  | 10 | 9  | 27 |
| 2  | ドイツ         | 8  | 2  | 4  | 14 |
| 3  | ロシア         | 7  | 11 | 10 | 28 |
| 4  | カナダ         | 3  | 1  | 3  | 7  |
| 5  | フランス       | 1  | 1  | 0  | 2  |
| 5  | 日本           | 1  | 1  | 0  | 2  |
| 7  | イタリア       | 0  | 1  | 1  | 2  |
| 8  | アメリカ合衆国 | 0  | 1  | 0  | 1  |
| 9  | ジョージア     | 0  | 0  | 1  | 1  |

### アイスダンス
| 順 | 国・地域       | 金 | 銀 | 銅 | 計 |
| -- | -------------- | -- | -- | -- | -- |
| 1  | アメリカ合衆国 | 8  | 6  | 5  | 19 |
| 2  | ロシア         | 8  | 6  | 2  | 16 |
| 3  | カナダ         | 6  | 7  | 3  | 16 |
| 4  | フランス       | 4  | 4  | 9  | 17 |
| 5  | イタリア       | 1  | 3  | 3  | 7  |
| 6  | ブルガリア     | 1  | 1  | 2  | 4  |
| 7  | ウクライナ     | 0  | 1  | 0  | 1  |
| 8  | リトアニア     | 0  | 0  | 3  | 3  |
| 9  | イギリス       | 0  | 0  | 1  | 1  |

## テレビ放送
グランプリファイナルは2004年まではNHKが放送し、2005年からテレビ朝日系列で放送している（翌2006年より日本大会を除くグランプリシリーズもテレビ朝日系列で放送され、2009年度は全大会を放送している）。テレビ朝日はこの大会に「世界一決定戦」とのキャッチコピーをつけているが、世界一を決める大会は世界選手権であり、これは虚偽広告に当たる。実際、トップ選手がファイナルを欠場することも多い。ブライアン・ジュベールは2006年のGPファイナルで優勝した際のインタビューで「（ファイナルが）欧州選手権と世界選手権のいい練習になった」と話している。
概ね金・土・日曜の3夜連続生放送（欧米・アフリカ・中東で開催する場合は撮って出しによる録画放送となる大会あり）でゴールデンタイム枠・2-3時間枠を取って放送される。なお日曜日に開催される場合、21:00-23:10（原則）と被る場合はその時間帯に「日曜エンターテインメント」（「日曜洋画劇場」を含む単発枠）が組まれているが、本大会を含むスポーツの国際大会がこの時間に放送される場合は必ず「日エン」を休止扱いにした別枠特番となる。
なお、2014年度のグランプリファイナルは衆議院選挙と急遽日程が重なることになったため12月14日の男女フリーの模様は当初 より1時間17分繰り上げの17:40-19:58に変更されることになり、後半に生中継を予定していたエキシビションの模様は「選挙ステーション」の放送終了時間を早めた上で23:30-翌1:30に録画中継で放送した。なお、男女フリーおよびエキシビションの完全版は後日改めてBS朝日で放送された。
NHKが1時間30分の間に男女シングル、アイスダンス、ペアの3位までの演技を全て放送し、かつ日本人選手の演技も全て放送していたのに対し、2005年時のテレビ朝日の放送では男女シングルの日本人選手及び優勝者しか放送しなかった。また、演技中にアナウンサーが絶叫を繰り返すなどしたため、同局に批判が殺到した。2007年より男女シングル出場者全員の演技を放送している。テレ朝チャンネル2では男女シングルに加えてアイスダンス、ペアも録画放送している。
グランプリファイナルの開催に合わせて、2015年以降の大会期間中には『題名のない音楽会』（テレビ朝日系）で「フィギュアスケートの音楽会」と題した関連企画を放送している。
新型コロナウイルスオミクロン株の感染拡大による外国からの入国制限で、大会が中止となった2021年は、テレビ朝日では単発特別番組の放送やレギュラー番組で中継枠を穴埋めした。